# قلة رومية

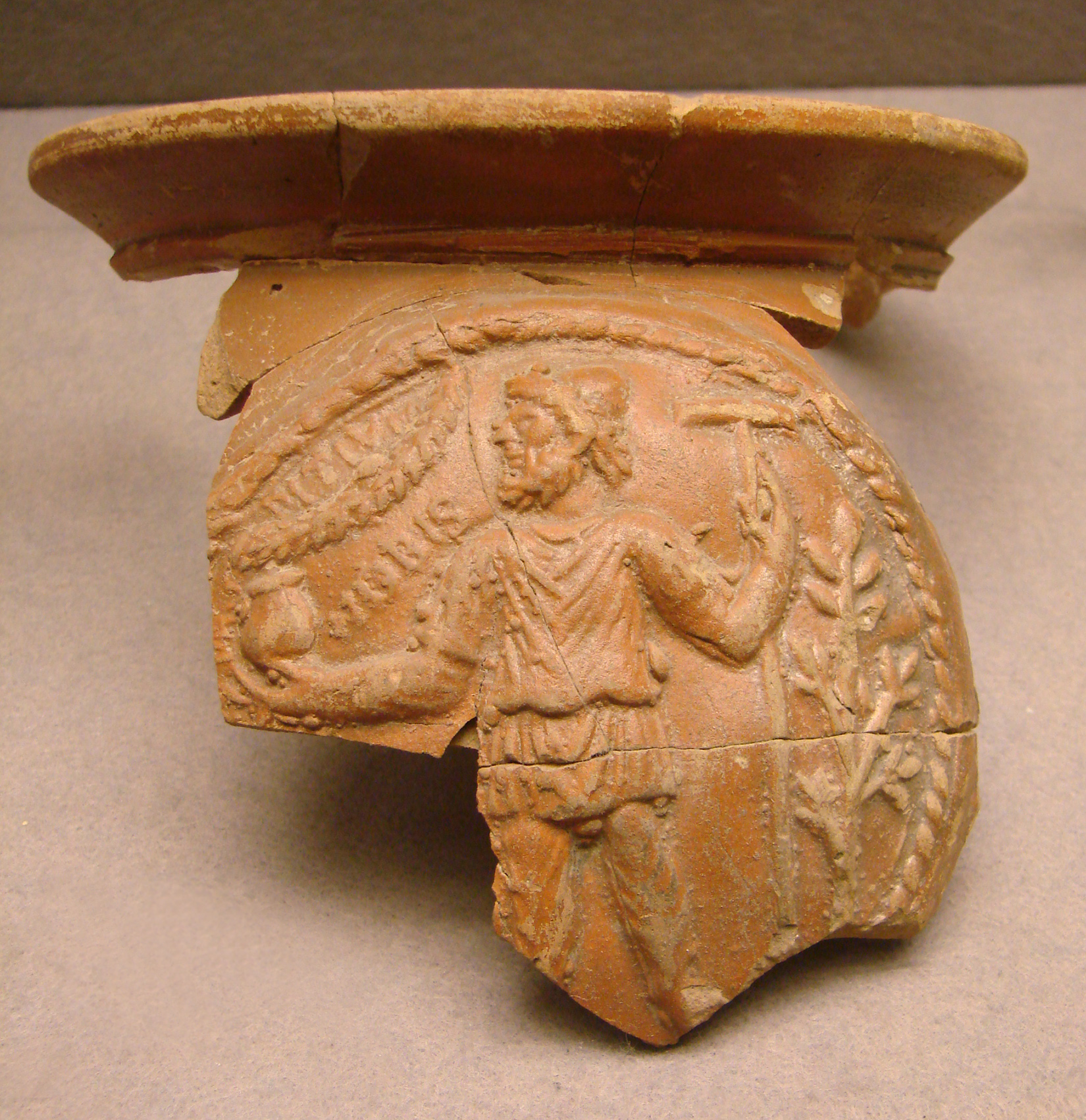
تظهر القلة في اليد اليمنى للشخص؛ يشير شكل القطعة إلى أن الإناء نفسه ربما كان عبارة عن قلة.

القُلَّة (جمعها:قِلال) في ثقافة روما القديمة هي إناء أو وعاء مستدير أو جرة. تستخدم القلة في المقام الأول لطهي الطعام أو تخزينه.
للقِلال في الديانة الرومية القديمة أهمية واستخدام طقوسي بما في ذلك استخدامها جِراراً لرماد الموتى.